# Gabinet Miedziorytów w Dreźnie
Gabinet Miedziorytów w Dreźnie (Kupferstichkabinett Dresden) – muzeum rysunków, grafiki i fotografii, stanowiące część Państwowych Zbiorów Sztuki w Dreźnie.

## Historia
Podobnie jak wiele innych drezdeńskich zbiorów sztuki, Gabinet Miedziorytów powstał ze zbiorów sztuki gromadzonych przez Elektorów Saskich. Został wydzielony w roku 1720 jako odrębne muzeum grafiki i rysunku z założonej ok. roku 1560 kolekcji (Kunstkammer) dynastii Wettynów.
Zbiory Gabinetu Miedziorytów ucierpiały podczas bombardowania Drezna w lutym 1945. Następnie znaczna część zbiorów została wywieziona do Związku Radzieckiego, skąd powróciła w końcu lat 1950. do Drezna i została udostępniona w salach Albertinum przy Tarasach Brühla. W roku 1988 do zbiorów Gabinetu włączono archiwum dzieł grafika i malarza Josefa Hegenbartha (1884-1962).
Od roku 2004 mieści się Gabinet Miedziorytów w salach II piętra Zamku w Dreźnie (Residenzschloß).

## Zbiory
Zbiory Gabinetu liczą ponad 500 000 pozycji, z czego tylko niewielka część może być dostępna w ekspozycji. Do zbiorów należą dzieła tak wybitnych twórców, jak Albrecht Dürer, Lucas Cranach (starszy), Hans Holbein (młodszy), Jan van Eyck, Rubens, Rembrandt van Rijn, Francisco Goya oder Michał Anioł.
Ponadto w zbiorach Gabinetu znajduje się wiele dzieł artystów związanych z Dreznem, jak np. Caspar David Friedrich, Adrian Ludwig Richter i Georg Baselitz. W zbiorach Gabinetu znajduje się ok. 200 dzieł rysunkowych i graficznych Käthe Kollwitz.
W salach Gabinetu odbywają się również wystawy czasowe ze zbiorów własnych i wypożyczonych z innych kolekcji.

## Internet
- Gabinet Miedziorytów